# Nacereddine Abbour
Nacereddine Abbour (en arabe : نصر الدين عبور) est un footballeur international algérien né le 25 juillet 1954 à Alger. Il évoluait au poste d'avant-centre.

## Biographie

### En club
Il évolue en première division algérienne avec les clubs du CR Belouizdad et du WA Boufarik.

### En équipe nationale
Il reçoit une seule sélection en équipe d'Algérie en 1980. Son seul match a lieu le 12 décembre 1980 contre le Soudan (victoire 2-0).

## Palmarès
CR Belouizdad
- Championnat d'Algérie :
  - Vice-champion : 1979-80.